# Willibald Zeilhofer

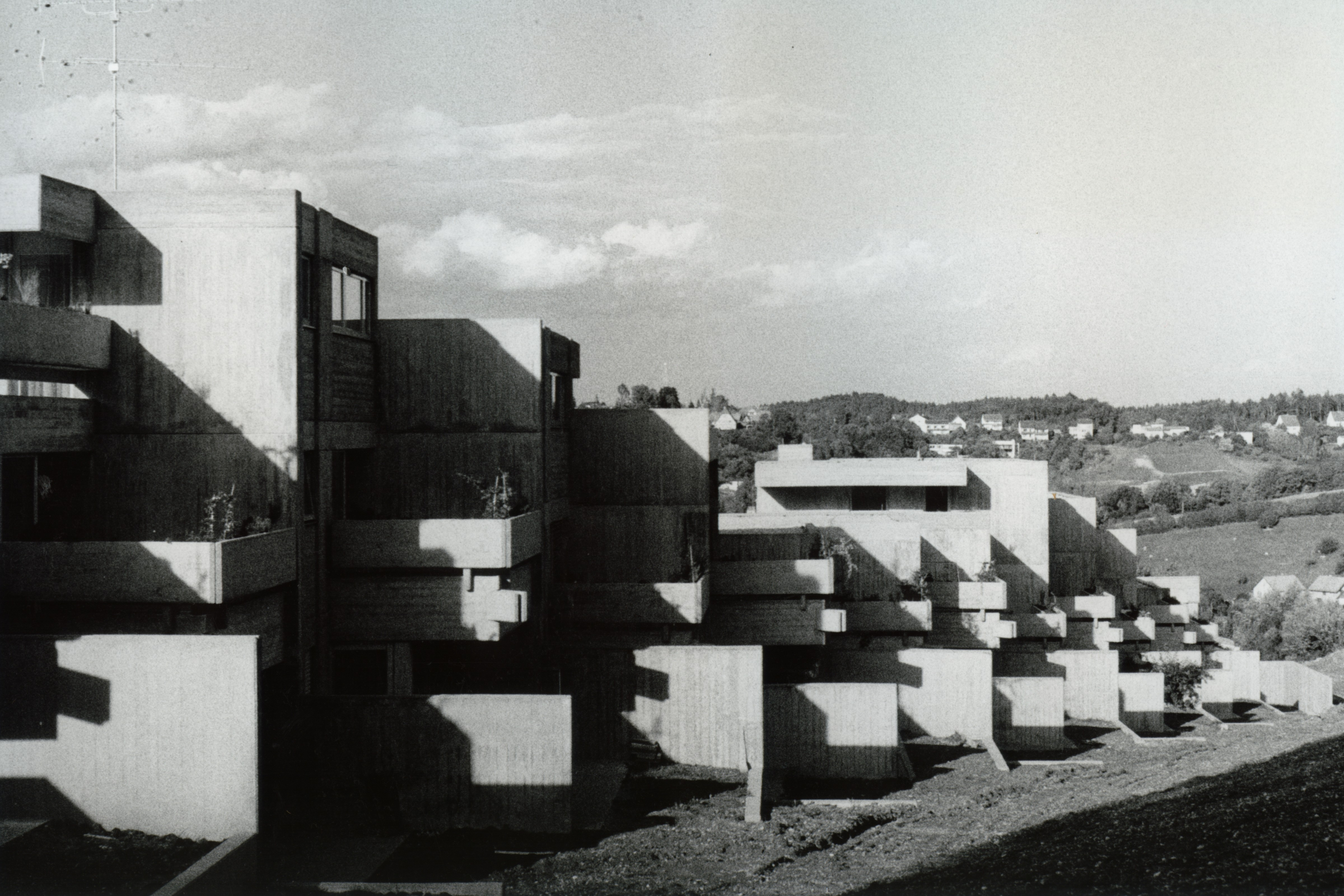
Wohnanlage am Dünzlpark Landshut (1975)

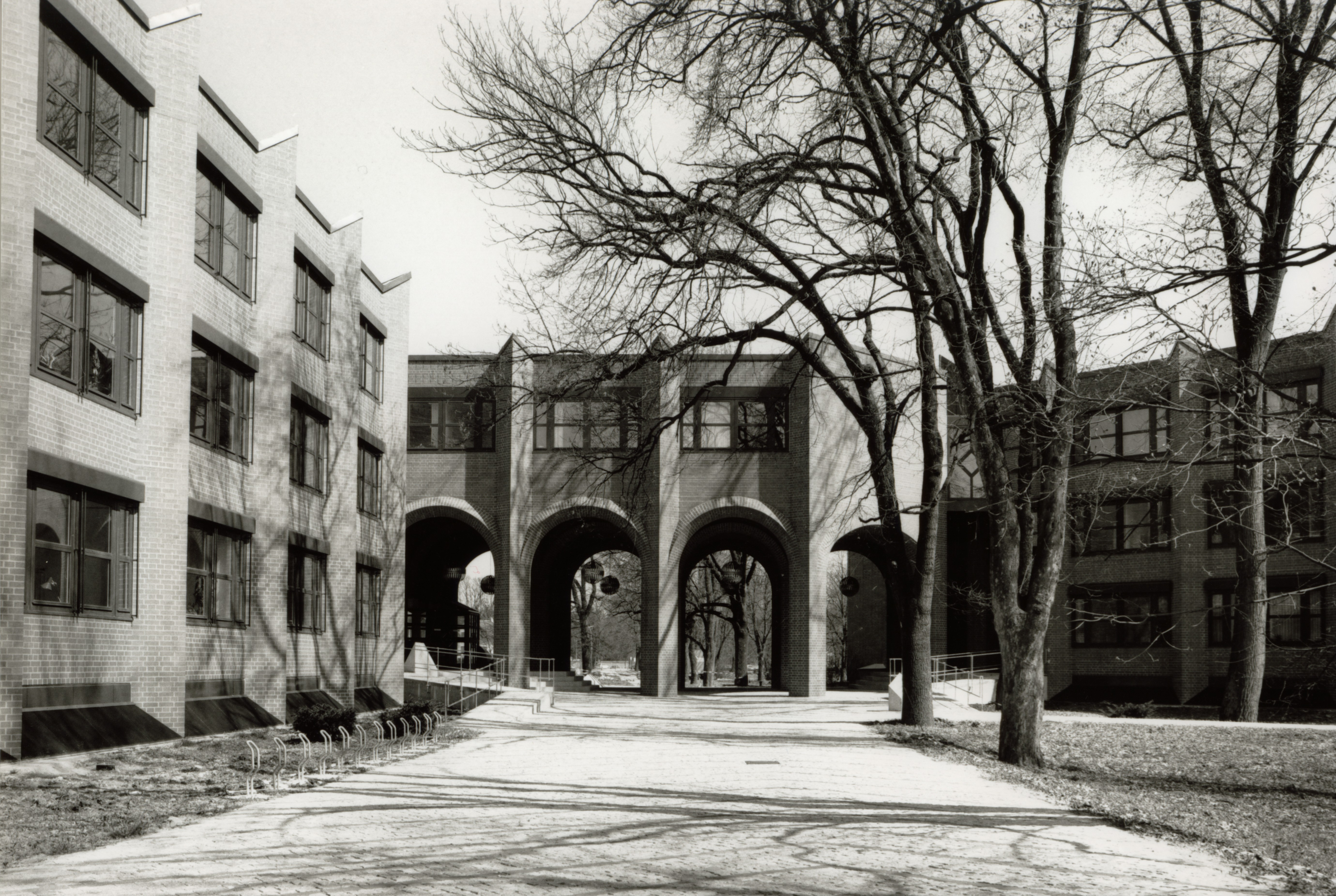
Ämtergebäude Landshut 1978

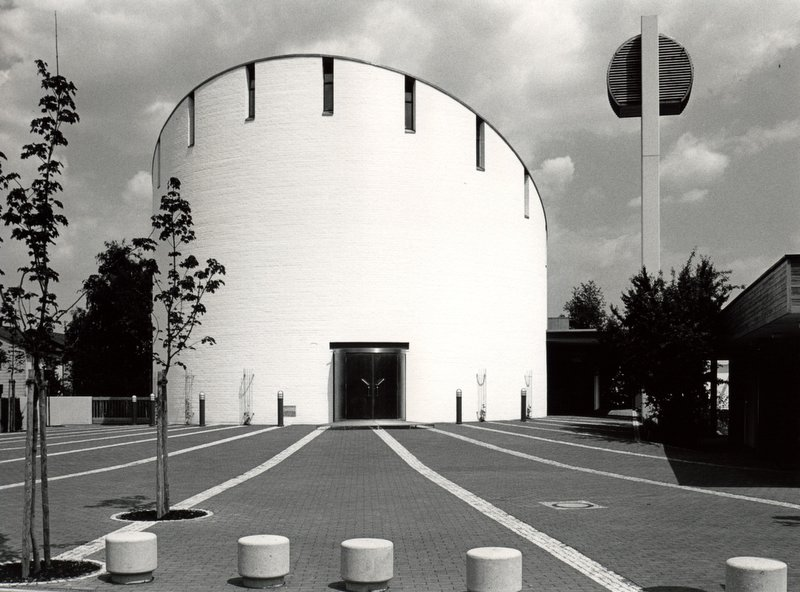
Evang.-Luth. Pauluskirche Ergolding (1990)

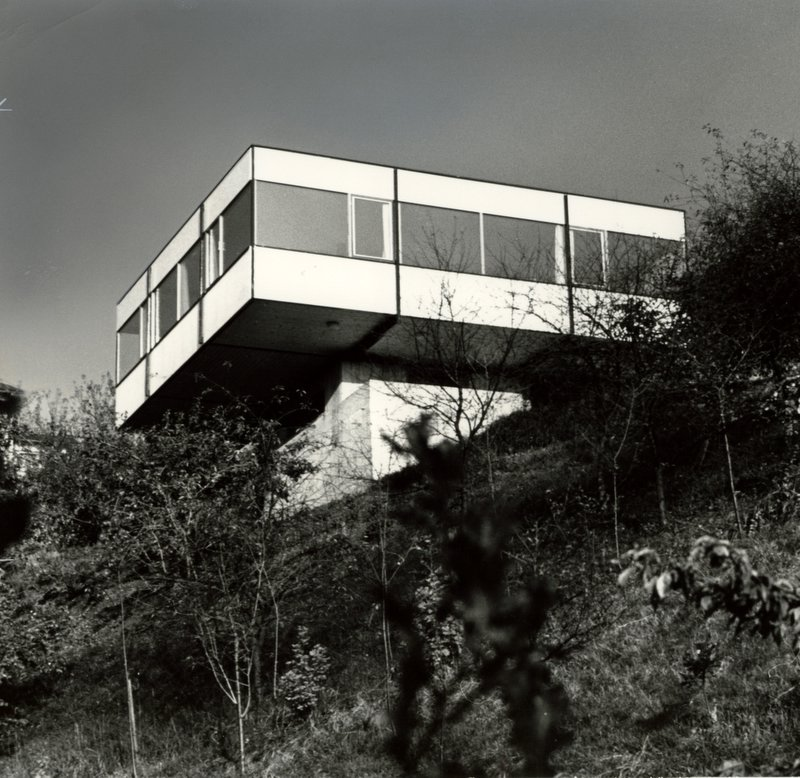
Eigenes Wohnhaus von Zeilhofer in Landshut (1964)

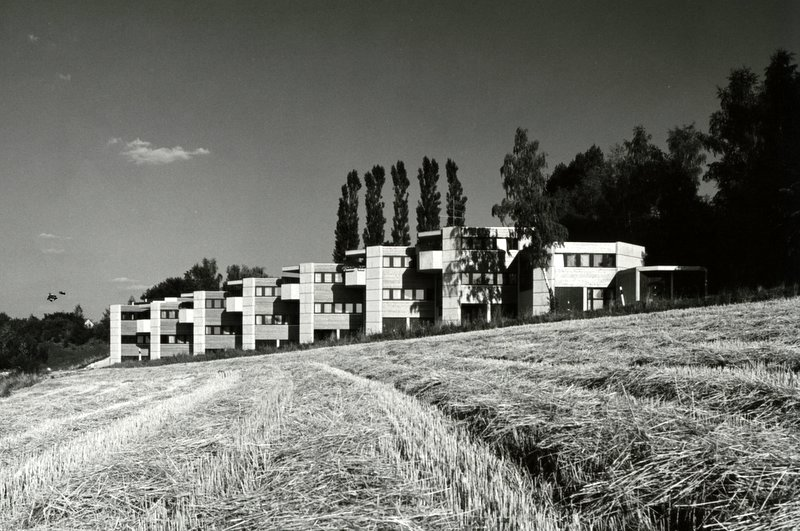
Wohnanlage am Birkenberg in Landshut

Willibald Zeilhofer (* 5. Juni 1935 in Landshut) ist ein deutscher Architekt, der sich vor allem in Bayern einen Namen für zeitgemäße Architektur gemacht hat. Er ist Mitglied des Bund Deutscher Architekten (BDA), dessen Kreisverband Niederbayern / Oberpfalz er in den Jahren 1980–1987 leitete.

## Leben
Zeilhofer studierte von 1954 bis 1957 am Oskar-von-Miller-Polytechnikum in München und schloss sein Architekturstudium mit dem Diplom (Dipl.-Ing. FH) ab. Nach einer Beschäftigung im Architekturbüro Hans Maurer in München machte er sich im Alter von 25 Jahren in München selbstständig. 1965 eröffnete er ein Büro in Landshut.
In seinen Arbeiten fühlte er sich zunächst der klassischen Moderne verpflichtet. Mehrere seiner Einfamilienhäuser wurden seit den 1960er Jahren international veröffentlicht, darunter sein eigenes Wohnhaus in Landshut, das in der Fachzeitschrift „Bauen + Wohnen“ ausführlich publiziert und international in Vergleich gesetzt wurde – unter anderem zu Arbeiten des US-amerikanischen Architekten Craig Ellwood, den Willi Zeilhofer Jahre später in Italien kennen lernte und mit dem ihn eine lange Freundschaft verband.
1969 wurde Zeilhofer in den Bund Deutscher Architekten (BDA) berufen, für den er sich viele Jahre engagierte. In den Jahren 1980–1987 war er Vorsitzender des BDA Kreisverbandes Niederbayern-Oberpfalz und von 1987 bis 2000 Vorstandsmitglied des BDA Bayern.
Neben öffentlichen Bauten fokussierte er sich in seiner Arbeit auf Einfamilienhäuser und Wohnungsbau – u. a. die Landshuter Wohnanlage Dünzl–Park am Hofberg (1975) und am Birkenberg (1975). Letztere erhielt 1977 beim BDA-Preis eine Anerkennung. Beide Anlagen sind in Sichtbeton gehalten und waren zur Entstehungszeit wegen ihrer Radikalität umstritten.
Zahlreiche seiner Bauten sind nach erfolgreichen Architektenwettbewerben entstanden, u. a. das Ämtergebäude in Landshut (1988) oder die evangelisch-lutherische Pauluskirche in Ergolding (1990). Neben seinen architektonischen Werken hat sich Zeilhofer auch als Designer betätigt.
Vom 27. September bis zum 20. Oktober 2013 wurde sein Lebenswerk mit einer vom BDA veranstalteten Ausstellung im Landshuter Rathaus gewürdigt. Die Ausstellung wird zudem vom 9. April 2014 bis 23. Mai 2014 in der Bayerischen Architektenkammer in München gezeigt.
Zeilhofers Wohnanlagen sind auch Teil der Ausstellung „Wohnungen, Wohnungen, Wohnungen – 100 Jahre Wohnungsbau in Bayern 1908–2018“, die vom 14. März bis 13. Mai 2018 in der Münchner Pinakothek der Moderne gezeigt wurde und 2018 als Wanderausstellung durch mehrere bayerische Städte tourt.
Willibald Zeilhofer lebt in Landshut, ist verheiratet und hat drei Kinder, zwei Töchter und einen Sohn.

## Bauten
- 1961: Wohnhaus Rorerstraße, Landshut[3]
- 1962: Wohnhaus Am Schallermoos, Landshut
- 1964: eigenes Wohnhaus mit Büro, Landshut[3]
- 1972: Wohnhaus Am Schallermoos, Landshut
- 1973: Wohnhaus Weinzierlstraße, Landshut-Hofberg[4]
- 1974: winkelförmiges Haus, Obergolding[5]
- 1975: Wohnanlage am Dünzl-Park, Landshut[6]
- 1976: Wohnanlage am Birkenberg bei Landshut[3][4][7][6]
- 1979: Sozial- und Pfarrzentrum, Mühldorf am Inn[3]

- 1982: Wohnhaus an der Schulgasse, Ergolding[3]
- 1977: Wohnhaus mit Hallenschwimmbad, Obergolding[3]
- 1982: Wohnhaus an der Schulgasse, Ergolding[3]
- 1988: Ämtergebäude, Landshut
- 1990: Pauluskirche, Ergolding[8]